# Liste der umsatzstärksten Arzneimittel
Diese Liste enthält die umsatzstärksten Arzneimittel.

## Weltweit

### 2022
| Rang    | Präparatename | Wirkstoff(e)                                    | Umsatz in Mrd. USD | Zulassungsinhaber                          | Wirkstoffgruppe           |
| ------- | ------------- | ----------------------------------------------- | ------------------ | ------------------------------------------ | ------------------------- |
| 1       | Comirnaty     | BNT162b2                                        | 37,81              | Pfizer                                     | mRNA-Impfstoffe           |
| 2       | Humira        | Adalimumab                                      | 21,24              | AbbVie                                     | TNF-Blocker               |
| 3       | Keytruda      | Pembrolizumab                                   | 20,94              | MSD Sharp & Dohme                          | Checkpoint-Inhibitoren    |
| 4       | Paxlovid      | Ritonavir/Nirmatrelvir                          | 18,93              | Pfizer                                     | Virostatika               |
| 5       | Spikevax      | mRNA-1273                                       | 18,44              | Moderna                                    | mRNA-Impfstoffe           |
| 6       | Eliquis       | Apixaban                                        | 11,79              | Bristol-Myers Squibb                       | Antikoagulantien          |
| 7       | Biktarvy      | Bictegravir/Emtricitabine/Tenofovir alafenamide | 10,39              | Gilead Sciences                            | Virostatika               |
| 8       | Revlimid      | Lenalidomide                                    | 9,98               | Bristol-Myers Squibb                       | Immunmodulatoren          |
| 9       | Stelara       | Ustekinumab                                     | 9,72               | Janssen-Cilag                              | Immunmodulatoren          |
| 10      | Eylea         | Aflibercept                                     | 9,64               | Regeneron Pharmaceuticals                  | Antineoplastika           |
| 11      | Opdivo        | Nivolumab                                       | 9,30               | Bristol Myers Squibb                       | Checkpoint-Inhibitoren    |
| 12      | Dupixent      | Dupilumab                                       | 9,10               | Regeneron, Sanofi                          | Immunmodulatoren          |
| 13      | Ozempic       | Semaglutide                                     | 8,71               | Novo Nordisk                               | Inkretinmimetika          |
| 14      | Jardiance     | Empagliflozin                                   | 8,39               | Boehringer Ingelheim, Eli Lilly & Co       | SGLT2-Inhibitoren         |
| 15      | Imbruvica     | Ibrutinib                                       | 8,35               | Pharmacyclics LLC, AbbVie, Janssen Biotech | Tyrosinkinase-Inhibitoren |
| 16      | Darzalex      | Daratumumab                                     | 7,98               | Janssen Biotech                            |                           |
| 17      | Trikafta      | Elexacaftor/Tezacaftor/Ivacaftor                | 7,69               | Vertex Pharmaceuticals                     |                           |
| 18      | Trulicity     | Dulaglutide                                     | 7,44               | Eli Lilly & Co                             | Inkretinmimetika          |
| 19      | Xarelto       | Rivaroxaban                                     | 7,22               | Janssen-Cilag                              | Antikoagulantien          |
| 20      | Gardasil      | 9-valenter Humaner Papillomvirus-Impfstoff      | 6,90               | Merck & Co.                                | Impfstoffe                |
| Quelle: |               |                                                 |                    |                                            |                           |

### 2018
| Rang | Präparatename    | Wirkstoff(e)               | Umsatz in Mrd. USD | Umsatz in Mrd. USD | Zulassungsinhaber                         | Wirkstoffgruppe           |
| ---- | ---------------- | -------------------------- | ------------------ | ------------------ | ----------------------------------------- | ------------------------- |
| 1    | Humira           | Adalimumab                 | 19,9               | 20,47              | AbbVie                                    | TNF-Blocker               |
| 2    | Revlimid         | Lenalidomid                | 9,7                | 9,69               | Celgene                                   | Immunmodulatoren          |
| 3    | Keytruda         | Pembrolizumab              | 7,2                | 7,17               | MSD Sharp & Dohme                         | Immunmodulatoren          |
| 4    | Herceptin        | Trastuzumab                | 7,1                | 7,05               | Roche                                     | Krebsimmuntherapeutika    |
| 5    | Avastin          | Bevacizumab                | 7                  | 6,92               | Roche                                     | Antineoplastika           |
| 6    | Rituxan/MabThera | Rituximab                  | 6,9                | 6,82               | Roche                                     | Antineoplastika           |
| 7    | Opdivo           | Nivolumab                  | 6,7                | 7,57               | Bristol-Myers Squibb                      | Checkpoint-Inhibitor      |
| 8    | Eliquis          | Apixaban                   | 6,4                | 9,87               | Bristol-Myers Squibb                      | Antikoagulanzien          |
| 9    | Prevenar 13      | Pneumokokkenpolysaccharide | 5,72               | 5,80               | Pfizer                                    | Pneumokokkenimpfstoff     |
| 10   | Stelara          | Ustekinumab                | 5,7                | 5,25               | Johnson & Johnson                         | Interleukininhibitor      |
|      | Enbrel           | Etanercept                 |                    | 7,45               | Amgen, Pfizer, Takeda                     | Antirheumatika            |
|      | Xarelto          | Rivaroxaban                |                    | 6,85               | Bayer, Johnson & Johnson                  | Antikoagulantien          |
|      | Imbruvica        | Ibrutinib                  |                    | 6,61               | AbbVie, Johnson & Johnson                 | Tyrosinkinase-Inhibitoren |
|      | Eylea            | Aflibercept                |                    | 6,55               | Bayer, Regeneron                          | Antineoplastika           |
|      | Remicade         | Infliximab                 |                    | 6,44               | Johnson & Johnson, MSD, Mitsubishi Tanabe | TNF-Blocker               |

### 2017
| Rang | Präparatename    | Wirkstoff(e)               | Umsatz in Mrd. USD | Zulassungsinhaber                           | Wirkstoffgruppe        |
| ---- | ---------------- | -------------------------- | ------------------ | ------------------------------------------- | ---------------------- |
| 1    | Humira           | Adalimumab                 | 18,946             | AbbVie                                      | TNF-Blocker            |
| 2    | Enbrel           | Etanercept                 | 8,262              | Amgen, Pfizer, Takeda                       | Antirheumatika         |
| 3    | Eylea            | Aflibercept                | 8,26               | Bayer, Regeneron                            | Antineoplastika        |
| 4    | Revlimid         | Lenalidomid                | 8,187              | Celgene                                     | Immunmodulatoren       |
| 5    | Rituxan/MabThera | Rituximab                  | 7,831              | Roche                                       | Antineoplastika        |
| 6    | Remicade         | Infliximab                 | 7,83               | Johnson & Johnson, Merck, Mitsubishi Tanabe | TNF-Blocker            |
| 7    | Herpectin        | Trastuzumab                | 7,435              | Roche                                       | Krebsimmuntherapeutika |
| 8    | Eliquis          | Apixaban                   | 7,395              | Bristol-Myers Squibb                        | Antikoagulanzien       |
| 9    | Avastin          | Bevacizumab                | 7,089              | Roche                                       | Antineoplastika        |
| 10   | Xarelto          | Rivaroxaban                | 6,590              | Bayer, Johnson & Johnson                    | Antikoagulantien       |
| 11   | Opdivo           | Nivolumab                  | 5,815              | Bristol-Myers Squibb, Ono Pharmaceutical    | Checkpoint-Inhibitor   |
| 12   | Lantus           | Insulin glargin            | 5,731              | Sanofi                                      | Antidiabetika          |
| 13   | Prevenar 13      | Pneumokokkenpolysaccharide | 5,601              | Pfizer                                      | Pneumokokkenimpfstoff  |
| 14   | Lyrica           | Pregabalin                 | 5,318              | Pfizer, Eisai                               | Antikonvulsiva         |
| 15   | Neulasta         | Pegfilgrastim              | 4,553              | Amgen, Kyowa Hakko Kirin                    | Immunstimulantien      |

### 2015
| Rang | Präparatename | Wirkstoff(e)               | Umsatz in Mrd. USD | Zulassungsinhaber | Wirkstoffgruppe        |
| ---- | ------------- | -------------------------- | ------------------ | ----------------- | ---------------------- |
| 1    | Humira        | Adalimumab                 | 16,07              | AbbVie            | TNF-Blocker            |
| 2    | Harvoni       | Ledipasvir und Sofosbuvir  | 9,08               | Gilead Sciences   | Virustatika            |
| 3    | Enbrel        | Etanercept                 | 8,87               | Amgen             | Antirheumatika         |
| 4    | Rituxan       | Rituximab                  | 8,53               | Roche             | Antineoplastika        |
| 5    | Remicade      | Infliximab                 | 7,83               | Johnson & Johnson | TNF-Blocker            |
| 6    | Revlimid      | Lenalidomid                | 6,97               | Celgene           | Immunmodulatoren       |
| 7    | Avastin       | Bevacizumab                | 6,752              | Roche             | Antineoplastika        |
| 8    | Herpectin     | Trastuzumab                | 6,75               | Roche             | Krebsimmuntherapeutika |
| 9    | Lantus        | Insulin glargin            | 6,05               | Sanofi            | Antidiabetika          |
| 10   | Prevenar 13   | Pneumokokkenpolysaccharide | 5,72               | Pfizer            | Pneumokokkenimpfstoff  |

### 2013
Nach Zusammenstellung an der Uni Freiburg.
| Rang | Wirkstoff                | Umsatz in Mrd. USD | Hersteller                     | Wirkstoffgruppe                                  |
| ---- | ------------------------ | ------------------ | ------------------------------ | ------------------------------------------------ |
| 1    | Adalimumab               | 10,058             | AbbVie                         | TNF-Blocker                                      |
| 2    | Fluticason + Salmeterol  | 9,064              | GlaxoSmithKline                | Corticosteroide + Beta-2-Sympathomimetika        |
| 3    | Etanercept               | 8,096              | Amgen                          | TNF-Blocker                                      |
| 4    | Rosuvastatin             | 8,025              | AstraZeneca                    | Statine                                          |
| 5    | Infliximab               | 7,805              | Johnson & Johnson, MSD         | TNF-Blocker                                      |
| 6    | Esomeprazol              | 7,773              | AstraZeneca                    | Protonenpumpenhemmer                             |
| 7    | Insulin glargin          | 7,773              | Sanofi-Aventis                 | Insulinanaloga                                   |
| 8    | Aripiprazol              | 7,697              | Bristol-Myers Squibb, Otsuka   | Atypische Neuroleptika                           |
| 9    | Duloxetin                | 6,373              | Eli Lilly and Company          | Serotonin-Noradrenalin-Wiederaufnahmehemmer      |
| 10   | Rituximab                | 6,154              | Roche                          | Monoklonale Antikörper: CD20                     |
| 11   | Bevacizumab              | 5,518              | Roche                          | Angiogenese-Inhibitoren                          |
| 12   | Tiotropiumbromid         | 5,256              | Boehringer Ingelheim           | Anticholinergika                                 |
| 13   | Trastuzumab              | 5,064              | Roche                          | Monoklonale Antikörper: HER2/neu                 |
| 14   | Pregabalin               | 5,060              | Pfizer                         | Antikonvulsiva                                   |
| 15   | Glatirameracetat         | 4,650              | Teva Pharmaceutical Industries | Immunmodulatoren                                 |
| 16   | Ranibizumab              | 4,490              | Roche, Novartis                | Monoklonale Antikörper: VEGF                     |
| 17   | Sitagliptin              | 4,403              | MSD                            | Inhibitoren der Dipeptidylpeptidase 4            |
| 18   | Pegfilgrastim            | 4,391              | Amgen                          | Granulozyten-Kolonie stimulierende Faktoren      |
| 19   | Imatinib                 | 4,123              | Novartis                       | Proteinkinaseinhibitor                           |
| 20   | Tenofovir                | 3,920              | Gilead Sciences                | Nukleosidische Reverse-Transkriptase-Inhibitoren |
| 21   | Budesonid                | 3,878              | AstraZeneca                    | Glucocorticoide                                  |
| 22   | Insulin aspart           | 3,878              | Novo Nordisk                   | Insulinanaloga                                   |
| 23   | Tenofovir + Emtricitabin | 3,638              | Gilead Sciences                | Nukleosidische Reverse-Transkriptase-Inhibitoren |
| 24   | Valsartan                | 3,391              | Novartis                       | AT1-Antagonisten                                 |
| 25   | Celecoxib                | 3,177              | Pfizer                         | COX-2-Hemmer                                     |
| 26   | Oxycodon                 | 3,076              | Purdue Pharma                  | Opioid-Analgetika                                |
| 27   | Interferon Beta-1A       | 3,024              | Biogen Idec                    | Interferone                                      |
| 28   | Ezetimib                 | 3,022              | MSD                            | Cholesterin-Resorptionshemmer                    |
| 29   | Quetiapin                | 2,588              | AstraZeneca                    | Atypische Neuroleptika                           |
| 30   | Insulin lispro           | 2,584              | Eli Lilly and Company          | Insulinanaloga                                   |
| 31   | Enoxaparin-Natrium       | 2,569              | Sanofi-Aventis                 | Antikoagulantien (Heparine)                      |
| 32   | Atorvastatin             | 2,450              | Pfizer                         | Statine                                          |
| 33   | Pemetrexed               | 2,412              | Eli Lilly and Company          | Zytostatika                                      |
| 34   | Tadalafil                | 2,393              | Eli Lilly and Company          | PDE-5-Hemmer                                     |